# Pélion-du-Sud
Ne doit pas être confondu avec Pélion (Illyrie).
Pour les articles homonymes, voir Pelion.
Le Pélion-du-Sud (en grec moderne : Νότιο Πήλιο) est un dème (municipalité) grec situé dans le district régional de Magnésie, en Thessalie. Le siège du dème se trouve dans la ville d'Argalastí. Il comprend la partie sud de la péninsule du mont Pélion.
La péninsule du mont Pélion possède un patrimoine naturel riche et sauvage.
Une grande variété de sites aux intérêts écologiques, faunistiques et floristiques sont répartis sur un territoire encadré par la mer Égée à l'est et par le golfe Pagasétique à l'ouest.
Les paysages alternent entre forêts d'épineux, zones arides rocheuses, étendues de garrigues, oliveraies, vignobles, villages et hameaux séculaires, plages, criques et ports de pêche.
Les anciens chemins pavés, les kalderímia (grec moderne : καλντερίμια), qui reliaient les villages entre eux sont encore praticables mais seulement utilisés par les randonneurs aujourd'hui.

## Municipalité

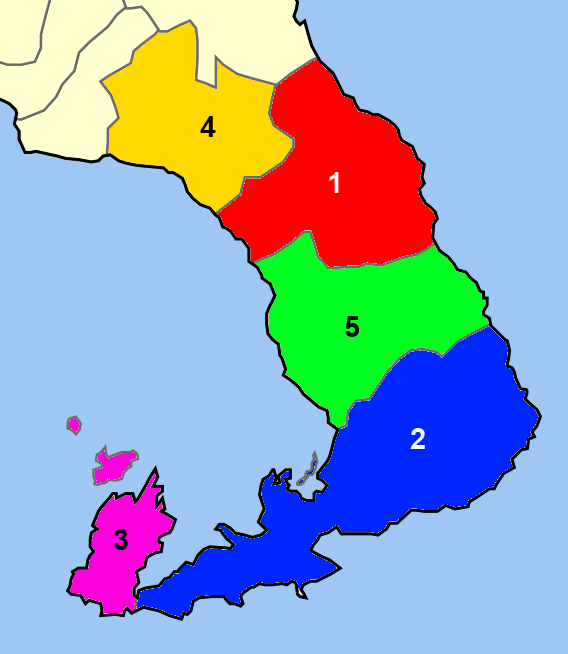
Carte des districts municipaux du dème du Pélion-du-Sud
1 - Afétes
2 - Sipiáda
3 - Tríkeri
4 - Miliés
5 - Argalastí

Le dème est créé lors de la réforme d'administration locale de 2011 par la fusion des 5 anciens dèmes suivants, qui deviennent des districts municipaux :
- Afétes
- Argalastí
- Miliés
- Sipiáda
- Tríkeri